# كونغرس بولندا
كونغرس بولندا أو بولندا الروسية، المعروفة رسميًا باسم مملكة بولندا. نظامٌ سياسي أنشئ عام 1815 بموجب مؤتمر فيينا كدولة بولندية ذات سيادة. تأسست ضمن القطاع الروسي بعد تقسيم إمبراطورية هابسبورغ وروسيا وبروسيا لبولندا. وحتى انتفاضة نوفمبر عام 1831، كانت المملكة في اتحاد شخصي مع قياصرة روسيا. بعد ذلك، دُمجت المملكة قسرًا مع الإمبراطورية الروسية على مدار القرن التاسع عشر. في عام 1915، في أثناء الحرب العالمية الأولى، استبدلتها قوى المركز بمجلس شكلي هو المجلس الملكي للوصاية على عرش مملكة بولندا، إلى أن نالت بولندا استقلالها في عام 1918.
بعد تقسيم بولندا في أواخر القرن الثامن عشر، توقفت بولندا عن كونها دولة مستقلة لـ 123 عامًا. إذ قُسّمت الدولة -بسكانها الأصليين- بين إمبراطورية هابسبورغ ومملكة بروسيا والإمبراطورية الروسية. بعد 1804، كان هناك نظيرٌ لمملكة بولندا داخل الإمبراطورية النمساوية وهو مملكة غاليسيا ولودوميريا التي أشير إليها أيضًا باسم «بولندا النمساوية». دُمجت المنطقة مع بروسيا، وبالتالي، تمتعت الإمبراطورية الألمانية بمقدار ضئيل من الحكم الذاتي إذ كانت مجرد مقاطعة (مقاطعة بوزين أو بوزنانيا).
كانت مملكة بولندا تتمتع باستقلال سياسي كبير يكفله الدستور الليبرالي للمملكة. مع ذلك، تجاهل حكّامها، الأباطرة الروس، بشكل عام أي قيود على سلطتهم. بل كانت، بدلًا من ذلك، أكثر من مجرد دولة دمية في الإمبراطورية الروسية. وقد تقلص حكمها الذاتي بشدة بعد انتفاضة 1830-1831 وانتفاضة 1863، إذ حكم البلاد عدة نواب، من ثم قُسّمت إلى محافظات (مقاطعات). وهكذا، ومنذ البداية، لم يتعدَّ الحكم الذاتي البولندي الكثيرَ عن كونه خيالًا.
تموقعت العاصمة في وارسو، والتي أصبحت بحلول بداية القرن العشرين ثالث كبرى مدن الإمبراطورية الروسية بعد سانت بطرسبورغ وموسكو. كان شعب مملكة بولندا إلى حد ما متعدد الثقافات قُدّر تعداده بـ 9,402,253 نسمة في عام 1897. تكوّن في غالبه من البولنديين واليهود البولنديين والألمان العرقيين وبعض الأقلية الروسية. كان الدين السائد الرومانية الكاثوليكية وأما اللغة الرسمية المستخدمة داخل الدولة فكانت البولندية حتى انتفاضة يناير عام 1863 حين أصبحت الروسية اللغة الرسمية المشتركة. وكانت اللغتان اليديشية والألمانية لغتين محكيتين على نطاق واسع من قبل الناطقين بهما.
تقابل منطقة مملكة بولندا اليوم منطقة كاليش ومحافظات بولندا: لوبلين، وودج، مازوفيا، بودلاتسكي، شفينتوكشيسكي وكذلك جنوب غرب ليتوانيا وجزء من مقاطعة غرودنو في بيلاروس.

## التسمية
على الرغم من أن الاسم الرسمي للدولة كان مملكة بولندا (بالبولندية: Królestwo Polskie؛ بالروسية: Царство Польское). لكن لتمييزها عن ممالك بولندا الأخرى، أُشير إليها في بعض الأحيان بـ «كونغرس بولندا».

## الحكومة

### المجلس الإداري
كان المجلس الإداري (بالبولندية: Rada Administracyjna) جزءًا من مجلس الدولة للمملكة. أُحدث بموجب دستور مملكة بولندا عام 1815، تألف من خمسة وزراء والمختارين الخاصين بملك بولندا ونائب ملك مملكة بولندا. يعمل المجلس بإرادة الملك، ويقضي في القضايا الخارجة عن اختصاص الوزراء. ويُعدّ المشاريع لمجلس الدولة.